# Звездане стазе: Војаџер
„Звездане стазе: Војаџер“ (енгл. Star Trek&#58; Voyager) је америчка научнофантастична ТВ серија, чија је радња смештена у измишљеном свету „Звезданих стаза“. Серију су створили Рик Берман (енгл. Rick Berman), Мајкл Пилер (енгл. Michael Piller) и Џери Тејлор (енгл. Jeri Taylor). „Звездане стазе: Војаџер“ је четврти наставак првобитне серије — „Звездане стазе: Оригинална серија“. Први пут је приказана 16. јануара 1995, на телевизијској мрежи „UPN“ (Јунајтед парамаунт нетворк, на енгл. United Paramount Network), а последња, 172. епизода серије је приказана 23. маја 2001. године.
Радња серије прати путовање кући свемирског брода „Војаџер“ (енгл. Voyager), који је услед несрећног сплета околности пребачен на други крај галаксије. Путујући кроз још увек неистражени део галаксије, они доживљавају бројне авантуре, кроз које откривају нове планете и врсте и уједно траже начин да путовање учине што краћим.
Поред тога што представља прву ТВ серију из серијала „Звезданих стаза“ са рачунарски створеним специјалним ефектима, ова серија по први пут уводи лик женског капетана свемирског брода — Кетрин Џејнвеј, што је довело до критика и негодовања једног дела обожавалаца. Упркос томе, као и скромној оцени критике, постигавши велики успех код ТВ гледалаца, серија је успела да, захваљујући расту популарности из сезоне у сезону, освоји преко 20 награда и дупло више номинација.

## Продукција
Планови продукцијске куће „Парамаунт пикчерс“ да серијом „Звездане стазе: Војаџер“ покрене нови ТВ канал, „UPN“, почели су да се спроводе у дело 1993. године, када је кроз неколико епизода у ТВ серијама „Звездане стазе: Следећа генерација“ и „Звездане стазе: Дубоки свемир 9“ створена основа за радњу нове серије. Прва епизода, „Caretaker“, снимљена је у октобру 1994. године, отприлике у исто време када је „Парамаунт пикчерс“ продат „Вијакому“ (енгл. Viacom), а приказана је 16. јануара следеће године, у 20 часова на ТВ каналу „UPN“.
Снимана у Калифорнији, у САД (углавном у Лос Анђелесу), серија је за сваку епизоду од своје прве до треће сезоне имала буџет од око 2.200.000 америчких долара, да би од четврте до седме сезоне буџет по епизоди порастао на 3.500.000 америчких долара. Захваљујући рачунарски створеним специјалним ефектима, прекинута је употреба модела који су коришћени за снимање спољашњости свемирских бродова. Ово се десило 1996. године, када је „Звездане стазе: Војаџер“ постала прва „Парамаунтова“ ТВ серија која је у потпуности користила рачунарски створене специјалне ефекте. Епизода треће сезоне, „The Swarm“ представља прву епизоду снимљену након склапања уговора са студиом за специјалне ефекте, рачунарску анимацију и постпродукцију „Фаундејшон имиџинг“ (енгл. Foundation Imaging).
Серија је настала на основу оригиналне ТВ серије „Звезданих стаза“, па се творац те серије, Џин Роденбери (енгл. Gene Roddenberry) убраја и у творце ове. Сценаристи, продуценти и режисери серије, односно сви они укључени у доношење битних одлука везаних за њу, називају се заједничким именом „The Powers That Be“ (TPTB; срп. Моћи које постоје); њихова постава се током трајања серије мењала, зато што су неки попут Мајкла Пилера и Џери Тејлор напустили продукцијски тим. Глумци из претходних ТВ серија „Звезданих стаза“ Левар Бертон (енгл. LeVar Burton) и Џонатан Фрејкс (енгл. Jonathan Frakes; „Следећа генерација“), као и Ендру Робинсон (енгл. Andrew Robinson; „Дубоки свемир 9“) су режирали по неколико епизода „Звезданих стаза: Војаџер“.
Првобитно, главни лик серије је требало да се зове Елизабет Џејнвеј (енгл. Elizabeth Janeway), а тумачила би га канадска глумица Женевјев Бижо (фр. Geneviève Bujold). На захтев Бижоове, чије је средње име Никол (фр. Nicole) име лика је промењено у Никол Џејнвеј. Убрзо, Бижоова је замењена Малгруовом, а име лика је поново промењено и гласило је Кетрин Џејнвеј. После одласка, Бижоова је изјавила да не жели да глуми „лика из стрипа“, док је Рик Берман изјавио да њој више пристаје снимање филмова.

## Радња
Капетан федерацијског свемирског брода „Војаџер“, Кетрин Џејнвеј, добија задатак да крене у потрагу за макијским (енгл. Maquis) свемирским бродом који је нестао унутар плазмичке олује приликом бекства од Кардасијанаца. Како би јој помогао, она из затвора изводи Тома Париса, припадника Звездане флоте који је недавно ухваћен и осуђен због сарадње са Макијима. Такође, на Војаџер долази и тек навршени дипломац Академије Звездане флоте, Хари Ким.
Приликом потраге, они су, као и макијски брод, упали у просторни поремећај који их је пребацио на други крај галаксије, у Делта квадрант. Брод је претрпео велика оштећења и више чланова посаде је погинуло, укључујући и све медицинско особље, па преживели укључују медицински холограм за хитне случајеве. Убрзо, они откривају да их је ту довео Снабдевач (енгл. Caretaker), биће које води рачуна о Окампама (енгл. Ocampa), врсти чију су планету припадници Снабдевачеве врсте случајно претворили у пустињу. Посада „Војаџера“ ступа у контакт са макијским бродом и они заједно са Ниликсом, Талаксијанцем (енгл. Talaxian) којег су пронашли у олупини свемирског борда, одлазе на планету Окампа, како би пронашли нестале чланове посаде, Тома Париса и Б'Елану Торес, које је Снабдевач пребацио на планету. Проналазе их уз помоћ Кес, Окампе коју су спасили од Кејзонаца (енгл. Kazon).
У сукобу који је уследио, Кејзонци уништавају макијски брод, па је његова посада, укључујући капетана Чакотеја и шефа обезбеђења „Војаџера“ који је био на тајном задатку, Вулканца Тувока, принуђена да пређе на „Војаџер“. Пре него што умре, Снабдевач им објашњава да је разлог због којег их је довео ту тај што је тражио одговарајућу врсту са којом би се парио, како би обезбедио наследника који би наставио бригу о Окампама после његове смрти. Упркос могућности да се уз помоћ Снабдевачевог свемирског брода врате кући, Катрин Џејнвеј закључује да би Кејзонци после њиховог одласка искористили брод да науде Окампама и уништава га. Посада Војаџера, уједињена са посадом макијског брода креће на пут дугачак 75.000 светлосних година, процењеног трајања 75 година. Нешто касније, на броду им се придружује Седма од Девет, ослобођена радилица Борга.
Путујући кроз неистражени део галаксије, они откривају нове планете и врсте, али стичу и непријатеље, као што су Кејзонци, Ведијанци (енгл. Vidiians), Хироџени (енгл. Hirogen), Борг и Врста 8472 (енгл. Species 8472). Такође, откривају бројне природне појаве, уз помоћ којих покушавају да путовање учине што краћим.

## Ликови
Као и све претходне серије „Звезданих стаза“, и ова руши бројне стереотипе и предрасуде. Продуценти серије уводе лик женског капетана свемирског брода, што је новина, и то не само за „Звездане стазе“, већ и за цео жанр. Кетрин Џејнвеј представља харизматичног, принципијелног и снажног вођу, који се сусреће са изазовима много већим од оних са којима се сусрећу њене колеге, будући да се она налази у удаљеном Делта квадранту. Извршни продуцент серије, Џери Тејлор, рекла је о њеном лику:
| „ | Капетан (Кетрин Џејнвеј) добија доста публицитета као први женски водећи лик у „Звезданим стазама“, тако да мора да буде баш како треба. (…) Одувек сам веровала да ће жена двадесет и првог века моћи да одигра улогу вође, иако се не понаша као мушкарац. | ” |

Винрих Колбе (енгл. Winrich Kolbe), који је режирао 18 епизода серије у периоду од 1995. до 2000. године, изјавио је да „мисли да ће она урадити јако много за жену на телевизији, као и да је она засигурно жена која може наћи излаз из сваке ситуације на само себи својствен начин“.
Први официр, заповедник Чакотеј, представљен је кроз лик Индијанца, који је „једном ногом у 21. веку, а другом у претходном времену“. Иако у младости то није чинио, он показује поштовање према својим прецима. Такође, изнад левог ока има древни индијански симбол, који је истетовирао у част свога оца.
Заповедник обезбеђења, поручник Тувок, представља првог црног Вулканца који се појавио у „Звезданим стазама“. Американац азијског порекла, заставник Хари Ким задужен је за операције и комуникације, док је слободоумни Том Парис, син адмирала Флоте, кормилар брода. Б'Елана Торес, главни инжењер, је полужена-полуклингонка, која покушава да се избори са својом клингонском страном. На броду се налази и Доктор, холограмски човек који због своје преке нарави у почетку има доста проблема са посадом. Ниликс је Талаксијанац чија је породица изгубила живот у рату и који највише познаје подручје којим путују, а Кес, његова девојка, је Окампа, врста која живи само 9 година. Седма од Девет је радилица Борга одсечена од колективне свести која, упркос томе што полако прихвата своју људскост, није сасвим сигурна у своју жељу да се врати у Алфа квадрант.
Непријатељство и несугласице који су се јавили на почетку између Флотиних и Макијских чланова посаде, ускоро су нестали, а посада „Војаџера“ је почела да ради као тим.

### Главни ликови
Током свог трајања, серија је стално имала девет главних ликова, од којих су осам били чланови екипе током свих сезона. На почетку треће сезоне серије Џенифер Лин напушта серију, а њен лик је замењен Седмом од Девет, коју тумачи Џери Рајан. Продуценти су као разлог навели да њен лик „једноставно није функционисао“, а многи сматрају да је лик избачен како би се направило места за новог. Такође, постојале су назнаке да је првобитно Гарет Ванг изабран за избацивање, али да су продуценти одустали када се он нашао на листи 50 најлепших људи света коју је 1997. године саставио часопис „Пипл“. Долазак новог лика је поделио обожаваоце „Звезданих стаза“, од којих су га једни сматрали „даљим неопростивим слабљењем несумњиво најбоље креације »Звезданих стаза« (Борга)“, док су други тврдили да је „(Седма од Девет) оживела радњу и да је постала непобитан лик у серији“. Једине три епизоде у којима се појављују главни ликови из свих сезона су „Scorpion, други део“, „The Gift“ и „“, епизоди шесте сезоне у којој се Џенифер Лин поново појављује као гостујући лик.
| Име            | Оригинално име | Глумац               | Врста                   |
| -------------- | -------------- | -------------------- | ----------------------- |
| Кетрин Џејнвеј |                | Кејт Малгру          | човек                   |
| Чакотеј        |                | Роберт Белтран       | човек                   |
| Тувок          |                | Тим Рас              | Вулканац                |
| Б'Елана Торес  |                | Роксан Досон         | получовек-полуклингонка |
| Том Парис      |                | Роберт Данкан Макнил | човек                   |
| Хари Ким       |                | Гарет Ванг           | човек                   |
| Доктор         |                | Роберт Пикардо       | холограмски човек       |
| Ниликс         |                | Итан Филипс          | Талаксијанац            |
| Кес            |                | Џенифер Лин          | Окампа                  |
| Седма од Девет |                | Џери Рајан           | човек (Борг)            |

### Споредни ликови
Поред бројних епизодних ликова (Кала (енгл. Culluh), краљица Борга, доктор Кејотика (енгл. Chaotica)…), серија је садржала доста ликова који су се појављивали у већем броју епизода. Ајала, Сеска, Мајкл Џонас и Лон Судер су макијски борци; за разлику од Ајале, који је задужен за безбедност на броду, Сеска и Мајкл Џонас су посаду издали Кејзонцима, док је Лон Судер починио тешко убиство. Азан, Реби и Мезоти су деца која су, као и нешто старији Ичеб, одвојена од колективне свести Борга. Ворик је Флотин инжењер, док је Саманта Вајлдман Флотина научница, прва жена која се породила на „Војаџеру“, добијајући кћерку Нејоми Вајлдман.
| Име              | Оригинално име | Глумац                                 | Врста                                              |
| ---------------- | -------------- | -------------------------------------- | -------------------------------------------------- |
| Ајала            |                | Тарик Ерџин                            | човек                                              |
| Нејоми Вајлдман  |                | Скарлет Померс                         | полуктаријанка/получовек                           |
| Сеска            |                | Марта Хакет                            | Кардасијанка                                       |
| Ичеб             |                | Ману Интирајми                         | Брунали (Борг)                                     |
| Саманта Вајлдман |                | Ненси Хауер                            | човек                                              |
| Ворик            |                | Александер Енберг                      | Вулканац                                           |
| Мајкл Џонас      |                | Рафаел Збарџ                           | човек                                              |
| Азан Реби Мезоти | Rebi Mezoti    | Керт Ведерил Коди Ведерил Марли Маклин | Вазанти (Борг) Вазанти (Борг) Норкејдијанка (Борг) |
| Лон Судер        |                | Бред Дуриф                             | Бетазоид                                           |

Као и у свим осталим играним серијама „Звезданих стаза“, глас бродском рачунару даје Мејџел Барет (енгл. Majel Barrett), супруга Џина Роденберија. Такође, у епизодним улогама се појављују и главни ликови серије „Звездане стазе: Следећа генерација“ — Вилијам Рајкер (енгл. William Riker), Џорди Лафорџ (енгл. Geordi LaForge) и Дијана Трој (енгл. Deanna Troi), као и споредни ликови из исте серије — Кју (енгл. Q) и Реџиналд Баркли (енгл. Reginald Barclay). Кварк (енгл. Quark), један од главних ликова „Звезданих стаза: Дубоки свемир 9“, појављује се у првој епизоди серије.

## Дистрибуција

### Земље приказивања
| Држава               | Назив серије | Прво приказивање   |
| -------------------- | ------------ | ------------------ |
| Сједињене Државе     |              | 16. јануар 1995.   |
| Аустралија           |              | 16. април 1996.    |
| Немачка              |              | 21. јун 1996.      |
| Уједињено Краљевство |              | 26. август 1996.   |
| Хрватска             |              | 10. јануар 1997.   |
| Португалија          |              | 18. мај 1997.      |
| Чешка                |              | 14. фебруар 1998.  |
| Шведска              |              | 15. јун 1998.      |
| Француска            |              | 11. децембар 1998. |
| Финска               |              | 6. март 1999.      |
| Мађарска             |              | 24. октобар 2000.  |
| Израел               |              | 3. новембар 2001.  |
| Норвешка             |              | 6. април 2003.     |

### издања
Првих пет сезона издала је компанија „Си-Ај-Си видио“ (енгл. CIC Video), док је 6. и 7. сезону издала компанија „Парамаунт хоум ентертејнмент“ (енгл. Paramount Home Entertainment).
- Прва сезона (26. јун 1995. — 2. јануар 1996)
- Друга сезона (26. фебруар 1996. — 4. новембар 1996)
- Трећа сезона (13. јануар 1997. — 20. октобар 1997)
- Четврта сезона (2. фебруар 1998. — 28. децембар 1998)
- Пета сезона (1. март 1999. — 27. децембар 1999)
- Шеста сезона (28. фебруар 2000. — 22. јануар 2001)
- Седма сезона (19. март 2001. — 25. фебруар 2002)

- Звездане стазе: Војаџер — цела прва сезона (24. фебруар 2004)
- Звездане стазе: Војаџер — цела друга сезона (18. мај 2004)
- Звездане стазе: Војаџер — цела трећа сезона (6. јул 2004)
- Звездане стазе: Војаџер — целе сезоне 1—3. (6. јул 2004)
- Звездане стазе: Војаџер — цела четврта сезона (28. септембар 2004)
- Звездане стазе: Војаџер — целе сезоне 1—4. (28. септембар 2004)
- Звездане стазе: Војаџер — цела пета сезона (9. новембар 2004)
- Звездане стазе: Војаџер — целе сезоне 1—5. (9. новембар 2004)
- Звездане стазе: Војаџер — цела шеста сезона (17. децембар 2004)
- Звездане стазе: Војаџер — цела седма сезона (21. децембар 2004)
- Звездане стазе: Војаџер — целе сезоне 1—7. (21. децембар 2004)

## Критике
- Прича је, у ствари, стара. (…) Прави прототип модерне верзије је, наравно, Хомерова прича о Одисеју који (…) после две деценије лутања Средоземним морем стиже кући на Итаку. (…) Пенелопа Кетрин Џејнвеј, Марк, није чекао њен повратак.[12] — Дон Харлоу
- (…) Допао ми се „Caretaker“. „Војаџер“ са својом акцијом, авантуром, истраживањем и ликовима обећава. Иако ово нису најбоље „Звездане стазе“, одрадиле су посао сасвим добро.[13] — Џамал Епсикокан
- „Успели смо.“, рекла је Џејнвејова равним, скоро безосећајним неповерљивим тоном, који је, успут, скоро савршено прикладан.[14] — Џамал Епсикокан
- Прва сезона је поставила темеље за будуће заплете и развој ликова који се, нажалост, нису десили. (…) Добар део прве сезоне серије користи занимљиву науку као основу за радњу епизода, често са обртом у радњи који се открива пред крај, док је радња неких епизода заснована на несугласицама између Флотиних и Макијских припадника посаде.[15] — Патрик Сориол
- Једна је (Седма сезона) од најбољих сезона целе серије и садржи све чему се „Треки“ може надати. (…) Стварно су (продуценти) одрешили кесу за ову сезону; ефекти су већи, чешћи и вештије одрађени од њихових уобичајених високих стандарда. (…) Обухватан, класичан и прикладан опроштај.[16] — Енди Макег

## Награде
| Година            | Назив награде                                                              | Категорија                                                                                               | Добитник |
| ----------------- | -------------------------------------------------------------------------- | --- | --- |
| 1995.             | Награда „Еми“                                                              | Најбоље појединачно достигнуће за главну музичку тему                                                    | Џери Голдсмит |
| 1996.             | Награда „Еми“                                                              | Најбоље појединачно достигнуће за шминку у ТВ серији                                                     | Мајкл Вестмор Грег Нелсон Тина Хофман Марк Шостром Гилберт А. Моско Елис Берман млађи Р. Стивен Вебер Бред Лук                                 |
| 1997.             | Награда „Еми“                                                              | Најбоље фризуре у ТВ серији                                                                              | Жозе Норман Сузан Багдади Карен Ејсано-Мајерс Моника Десар Шарлота Паркер Џо Ен Филипс Френк Фонтејн Дајана Пепер                              |
| 1997.             | Носотрос награда „Златни орао“                                             | Најбољи глумац у ТВ серији                                                                               | Роберт Белтран |
| 1998.             | Награда „Сатурн“                                                           | Најбоља глумица на телевизији                                                                            | Кејт Малгру |
| 1998.             | Награда „Златни сателит“                                                   | Најбоља глумица у ТВ серији — драма                                                                      | Кејт Малгру |
| 1999.             | Награда „Еми“                                                              | Најбољи специјални визуелни ефекти у ТВ серији                                                           | Дан Кери Роналд Б. Мур Мич Саскин Елизабет Кастро Артур Ј. Кодрон Пол Хил Дон Гринберг Грегори Рејноф Роб Бончун Адам „Моџо“ Лебовиц Џон Теска |
| 1999.             | Награда „Златни сателит“                                                   | Најбоља глумица у ТВ серији — драма                                                                      | Џери Рајан |
| 1999.             | Међународна награда „Монитор“                                              | Најбољи електронски визуелни ефекти у ТВ серији насталој на основу филма                                 | „Звездане стазе: Војаџер“ |
| 1999.             | Награда младих уметника                                                    | Најбоља млада глумица у споредној улози у ТВ драми                                                       | Скарлет Померс |
| 1999. 2000. 2001. | Награда Америчког удружења композитора, аутора и издавача                  | „“ | Дејвид Бел Џеј Чатавеј Денис Макарти |
| 2000.             | Награда Холивудског удружења шминкера и фризера                            | Најбоље фризуре ликова на телевизији (за једну епизоду сталне серије — ситкома, драме или дневне серије) | Жозе Норман Шарлота Паркер Глорија Монтмејор                                                                                                   |
| 2000.             | Награда Холивудског удружења шминкера и фризера                            | Најбоље нове фризуре на телевизији (за једну епизоду сталне серије — ситкома, драме или дневне серије)   | Жозе Норман Шарлота Паркер Глорија Монтмејор                                                                                                   |
| 2001.             | Награда „Еми“                                                              | Најбоља музичка композиција у ТВ серији                                                                  | Џеј Чатавеј |
| 2001.             | Награда „Еми“                                                              | Најбољи специјални визуелни ефекти у ТВ серији                                                           | Дан Кери Мич Саскин Роналд Б. Мур Артур Ј. Кодрон Стив Фонг Ерик Шовин Роб Бончун Џон Теска Грегори Рејноф                                     |
| 2001.             | Награда „Сатурн“                                                           | Најбоља споредна женска улога на телевизији                                                              | Џери Рајан |
| 2001.             | Награда Холивудског удружења шминкера и фризера                            | Најбоље нове фризуре на телевизији (за једну епизоду сталне серије — ситкома, драме или дневне серије)   | Жозе Норман Шарлота Паркер Глорија Монтмејор Вивијан Норман                                                                                    |
| 2005.             | Посебна награда Академије научнофантастичних, фантастичних и хорор филмова | Посебно признање ТВ серијама „Звезданих стаза“ (1987—2005)                                               | „Звездане стазе: Војаџер“ |

## Књиге
Прва компанија којој је „Парамаунт пикчерс“ дао дозволу да објављује романе написане на основу епизода „Звезданих стаза: Војаџер“ и оригиналне романе који говоре о авантурама „Војаџера“ била је „Покит букс“ (енгл. Pocket Books), 1995. године. Издато је пет романа написаних на основу епизода серије и то „Caretakter“ (Л. А. Граф), „Flashback“ (Дајана Кери), „Day of Honor“ (Мајкл Џен Фридман), „Equinox“ (Дајана Кери) и „Endgame“ (Дајана Кери). Такође, издато је више од тридесет оригиналних романа, међу којима су „The Escape“ (први оригинални роман који су написали Дин Весли Смит и Кристин Кетрин Раш), „Ghost of a Chance“, „Seven of Nine“ и други.
После завршетка серије, „Покит букс“ је издала неколико романа чија се радња одвија после радње последње епизоде „Endgame“ — „“ и „The Farther Shore“ (оба написала Кристи Голден; 2003), два романа из мини-серије „Spirit Walk“ — „“ и „Enemy of My Enemy“ (такође Кристи Голен; 2004) и други. Ови романи прате ликове из серије после повратка „Војаџера“ у Алфа квадрант; поједини ликови су унапређени (Џејнвејова постаје адмирал, а Чакотеј капетан „Војаџера“), а уведени су и нови ликови.